# Sufragio universal

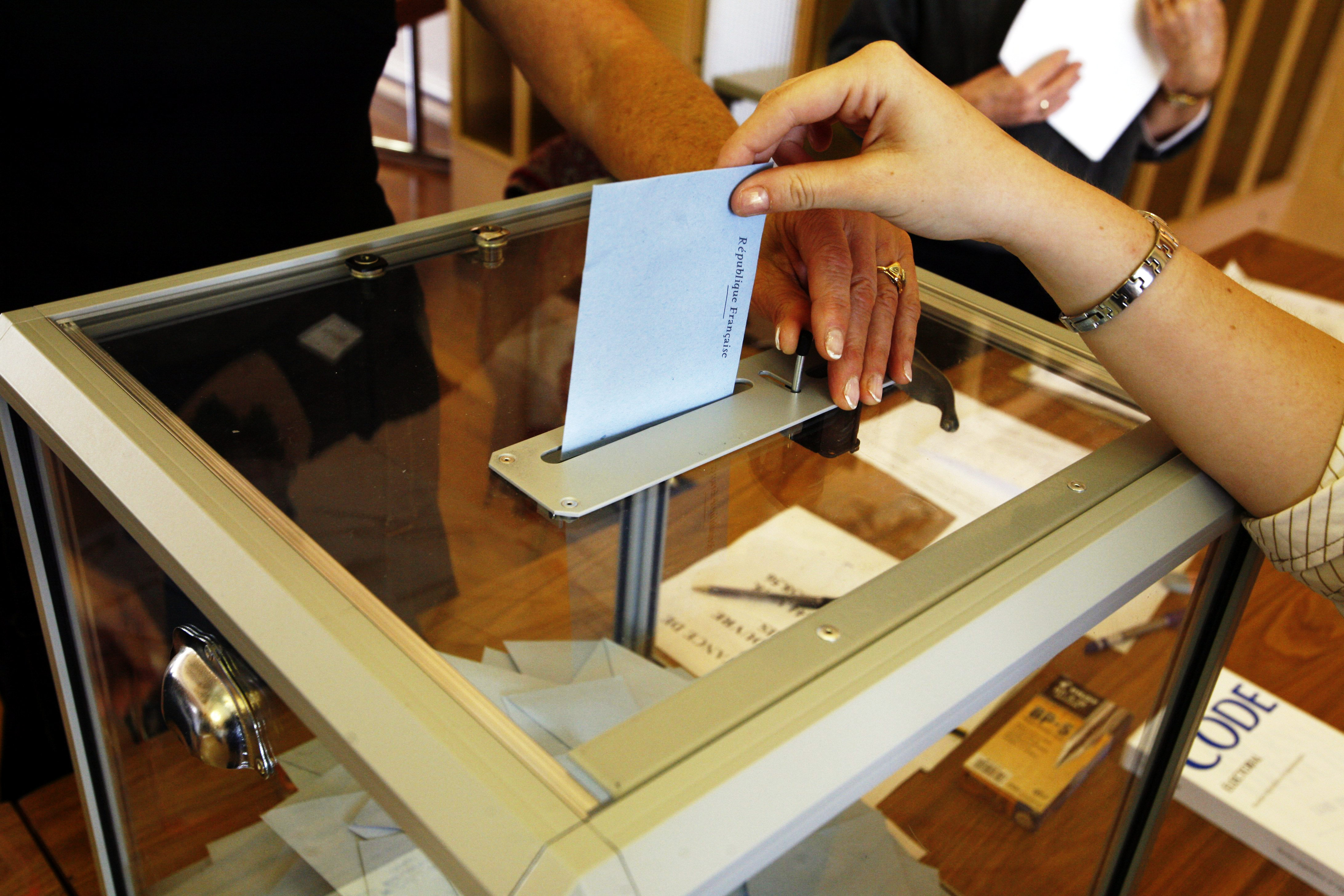
Votar es el acto básico del proceso formal democrático.

El sufragio universal consiste en el derecho a voto de toda la población de un Estado, independientemente de su edad, procedencia o nacionalidad, raza, sexo, formación, creencias o condición social. Aunque el término «sufragio universal» ya había sido recogido en gran parte de las constituciones del siglo XIX, hasta el siglo XX los Estados liberales aún establecían límites al voto por sexo y «raza». En la actualidad, a nivel internacional los únicos límites aceptados al sufragio universal son la necesidad de tener la nacionalidad del estado y una edad mínima para votar.
En 1789 el poder político comenzó a estar en manos de presidentes y cámaras de representantes, resultando necesario regular su sistema de elección. A lo largo de los siglos XIX y XX se fueron estableciendo sistemas electorales que comenzaron siendo muy restringidos y limitados a una élite, hasta establecer sistemas de reconocimiento universal del voto. Aunque no todos los países pasaron por las mismas etapas y restricciones, ni en el mismo orden, en términos generales el sufragio universal en un sentido pleno se estableció después de una evaluación a través de los siguientes sistemas:
- Sufragio censitario (o «restringido»): en él votan solo hombres que cumplan una serie de requisitos de nivel de instrucción, de renta y de clase social;
- Sufragio masculino calificado (normalmente, denominado «universal» por las Constituciones que lo aprueban): en el que pueden votar todos los hombres que supieran leer y escribir;[1]
- Sufragio femenino: reconociéndose el derecho a voto de las mujeres.[2] Primero a las mujeres casadas, que sepan leer y con propiedades, después a solteras.
- Sufragio sin discriminación racial: se garantiza el derecho a voto de todas las personas, sin discriminación racial, ni de su pertenencia étnica u origen nacional.
- Sufragio sin calificación: en el que se establece el derecho a voto de todas las personas, sin discriminar su nivel educativo, incluyendo a los analfabetos. Es criticada por dejar que personas desinformadas tengan el mismo poder que las personas que sí lo están.[cita requerida]

## Limitaciones al sufragio universal
Pese a que sea considerado un logro de la democracia imprescindible en todo sistema político moderno, a lo largo de la historia de los siglos XIX y XX, e incluso en la actualidad, el sufragio universal tiene excepciones que varían en su tratamiento de país a país.
Las limitaciones al derecho a votar dentro de un sistema de sufragio universal tienen generalmente que ver con dos cuestiones:
- la condición de extranjero
- la ausencia o limitación de la capacidad de libre discernimiento, por cuestiones de edad, salud mental, o situaciones de obediencia debida, como es el caso de los militares o las personas que se encuentran legalmente privadas de su libertad.

Aunque no se trata de una restricción legal, sino de un ordenamiento, en algunos países para votar es necesario registrarse personalmente en un padrón electoral. Esta gestión en algunos casos puede obrar como una restricción, como es el caso de Estados Unidos. En el caso de Chile, esta restricción dejó de existir con la promulgación de la Ley de inscripción automática y voto voluntario en el 2012, estableciendo la inscripción automática de los votantes y generando un crecimiento histórico del padrón electoral, abarcando, por primera vez, a la totalidad de los ciudadanos con derechos a sufragio.

### Extranjeros
En el caso de los extranjeros, existe una restricción general en la gran mayoría de los países a reconocerles el derecho a votar. En algunos países se les reconoce el derecho a votar en elecciones locales (municipales o estatales), como en Argentina, Bolivia, Bélgica, Dinamarca, Irlanda, Italia, Países Bajos, Portugal, Reino Unido, Suecia y España. Uruguay constituye una excepción mundial al establecer en su Constitución (art. 78) el derecho a voto de los extranjeros con más de quince años de residencia, así como Chile, que establece un plazo de 5 años en la constitución. En algunos países, como Irlanda en 2008, se han presentado proyectos para otorgar el derecho a voto a los extranjeros en las elecciones nacionales.
La Convención Internacional sobre la Protección de los Derechos de todos los Trabajadores Migratorios y sus Familiares reconoce el derecho de estos «a votar y ser elegidos en elecciones celebradas en ese Estado» (art. 41), sin embargo, no todos los países han reconocido este derecho. Entre los países que reconocen el derecho a voto de sus ciudadanos residentes en el exterior, se encuentran España, Ecuador, Italia, México, Perú y Chile.

### Niños y jóvenes
La edad es otra razón general para la exclusión del derecho de voto, fundada en que solo a partir de cierta edad, las personas están en condiciones de discernir libremente y comprender el alcance del acto electoral.
La edad mínima para votar varía según la época y los países. Contemporáneamente, la mayoría de los países ha establecido la edad mínima para votar en 18 años. Algunos países en los que el derecho a voto se alcanza a una edad más temprana, son Arabia Saudita (12 años), Irán (15 años), Chipre (16), Cuba (16), Austria (16), Argentina (16), Indonesia (17), Grecia (17), Ecuador (el voto es optativo entre los 16 y 17 años) y Brasil (a los 16 años). En Kuwait la edad mínima para votar es a los 21.
La reducción de la edad para votar a 12 años, está siendo estudiada en varios países como Bolivia, Perú, Chile, el Reino Unido, Venezuela y España. En el referéndum del 29 de septiembre de 2008 en la Nueva Constitución Política de la República del Ecuador, el voto para ciudadanos entre 16 y 18 años de edad y también posterior a los 65 años es facultativo, siendo obligatorio a partir de los 18 en adelante, hasta los 65 años.

### Salud mental
Muchas legislaciones electorales contemplan también como una excepción al sufragio universal, el caso de las personas que padecen una incapacidad declarada legalmente a causa de una discapacidad mental, pues no tendrían la voluntad libre o el raciocinio para decidir sus acciones y podrían ser presionados o intencionados por terceros. En países como Reino Unido, Italia, España o Austria, se permite el voto a todos los ciudadanos mayores de edad, sin que una incapacidad mental judicialmente reconocida pueda limitar ese derecho.

### Personas privadas legalmente de su libertad
Tradicionalmente las personas privadas legalmente de su libertad perdían sus derechos políticos, incluido el derecho a votar. La excepción ha sido revisada por algunos países, que han reconocido el derecho a voto de las personas detenidas cuando no tuvieran condena, como en el caso de Argentina, Colombia, Brasil, Perú, Venezuela y algunos estados de Estados Unidos. El derecho a ser votado es el tema de las restricciones para el mismo período de detención, pero su extensión por un nuevo periodo es objeto de un litigio ante el Tribunal Europeo de Derechos Humanos.

### Militares y policías
Históricamente fue un lugar común que las legislaciones nacionales privaran a los militares del derecho al voto y en algunos casos, también de los policías. Esta privación del derecho al voto impuesta en determinados países (por ejemplo, en Francia durante la III República) tiene motivos complejos. Por una parte, se trata de impedir la presión de los oficiales sobre los soldados, que deformaría el voto. Se trataba, por otra parte, de evitar la intrusión de la política en el ejército, como perjudicial para la disciplina militar.
Actualmente en la mayoría de los países se ha reconocido el derecho a votar de los militares, aunque no está permitido en algunos países como Colombia y Honduras.

### Limitaciones que anulan el sufragio universal
Las exclusiones que algunos países establecen por razones raciales, étnicas, sexuales o sociales (como la pobreza o el analfabetismo), son exclusiones que afectan la esencia misma del sufragio universal, volviéndolo inexistente.
Algunos de estos casos están definidos por la prohibición generalizada de votar que muchos países occidentales impusieron a las mujeres durante el siglo XIX y gran parte del siglo XX.
Basándose también en diferencias de raza o etnia. Por ejemplo, durante la era del apartheid no estaba permitido el voto a razas que no fueran la blanca en Sudáfrica. Igualmente ocurría en la época de pre-derechos civiles en Estados Unidos donde, aunque los afroamericanos tenían técnicamente derecho a votar, se les negaba su ejercicio mediante intimidaciones u otros medios. El Ku Klux Klan, organización xenófoba y conservadora formada después de la guerra civil estadounidense, destacó en este cometido.

## Cronología del sufragio universal por países
A continuación se muestra una lista cronológica de países y las fechas en las que se declaró el sufragio universal («sufragio masculino»), así como su extensión a grupos excluidos de los sistemas electorales por motivo de sexo o discriminación racial («sufragio universal pleno»).

### América

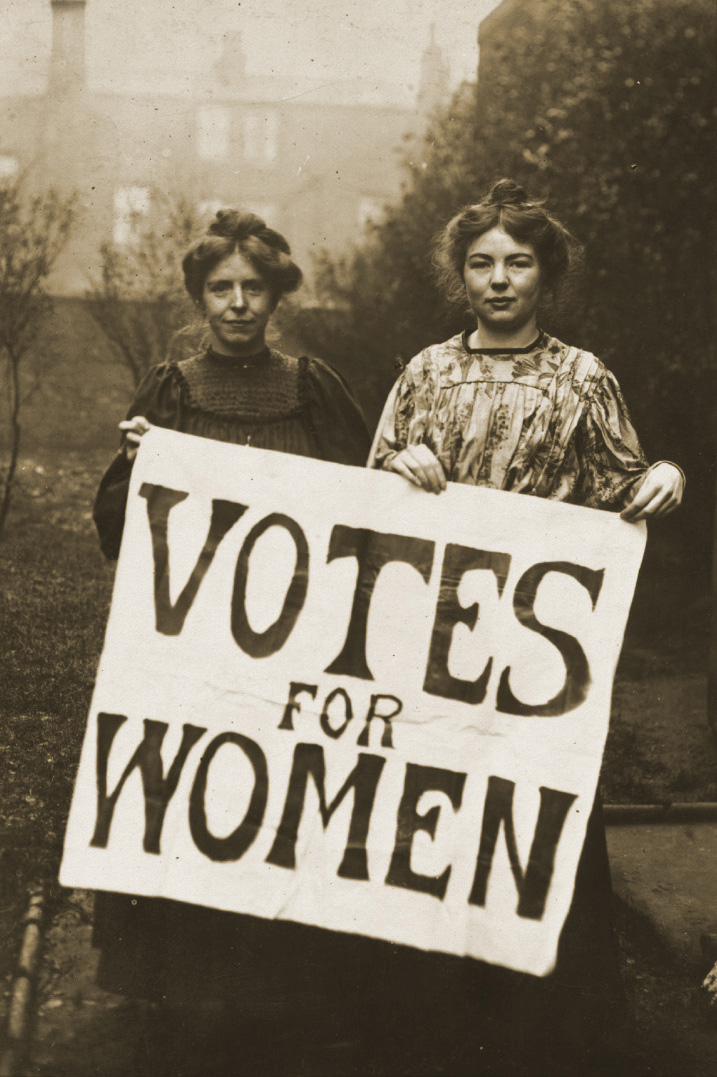

- Uruguay: 1917 en la constitución de ese año; se declaró el universal y obligatorio y se instauró el voto femenino, que fue ejercido por primera vez en el plebiscito de Cerro Chato de 1927.
- Ecuador: 1924; sin embargo, la Constitución Política de 1861 ya prevé el establecimiento del sufragio universal para cargos nacionales de representación popular.
- Venezuela:
  - 1858: sufragio masculino instaurado en la constitución política de ese mismo año y aplicado en 1860, aunque derogado luego de finalizada la Guerra Federal.
  - 1946: mediante estatuto electoral de la Junta de Gobierno de 1945, y llevado a nivel constitucional en 1947.
- Argentina:
  - 1853: La Constitución Nacional establece implícitamente el voto de todos los hombres adultos,[24] ratificado en la ley nacional n°140 de 1857.
  - 1912: La Ley Sáenz Peña, sancionada el 10 de febrero de 1912, estableció el voto secreto y obligatorio para ciudadanos argentinos varones mayores de 18 años. Fue aplicada por primera vez en las elecciones de 1916.
  - 1949: Con la ley 13.010 del 9 de septiembre de 1947 se otorga el derecho a voto de las mujeres que se aplica completamente por primera vez en las elecciones nacionales de 1951.
- El Salvador:
  - 1950: El presidente de ese entonces aprobó el voto a la mujer llegando así al sufragio universal.
- Bolivia: En 1952 tras la Revolución Boliviana, otorgando el derecho a voto a analfabetos, indígenas y mujeres.
- México: 1947: sufragio universal a nivel municipal
  - 1953 sufragio universal en todo el país.
- Colombia: masculino desde 1853 hasta 1886 y desde 1936; femenino reconocido por ley en 1954, comienza a aplicarse en 1957
- Canadá: 1960
- Estados Unidos: en 1920 se aprueba el sufragio femenino en todo el país por la 19.ª enmienda de la Constitución aprobada en último lugar por el estado de Tennessee. En 1965 se aprueba definitivamente el sufragio universal por varias enmiendas constitucionales ya que la población afro estadounidense tenía, hasta ese momento, restricciones al voto.
- Chile: 1970 hombres y mujeres mayores de 18 años, sepan o no leer y escribir.
  - 1888: sufragio masculino para mayores de 21 años que sepan leer
  - 1934: las mujeres obtienen el voto para las elecciones municipales.
  - 1949: hombres y mujeres mayores de 21 años que supieran leer y escribir.
  - 1958: voto universal para hombres y mujeres mayores de 18 años.
- Paraguay: 1961
- Perú: 
  - 1856: primer avance de sufragio universal, pero no fue llevado a cabo.[25]
  - 1979: hombres y mujeres mayores de 18 años que sepan o no leer y escribir.
- República Dominicana: 2015 Jorge Radhamés Zorrilla Ozuna propone la inclusión del voto militar en la modificación constitucional de la República Dominicana, para permitir el sufragio de militares y policías de dicho país, con efectividad a partir de las elecciones del 2016.[26]

### Asia
- Sri Lanka: 1931
- Japón: 1945
- Israel: 1948
- India: 1950 (como parte de su constitución)
- Malasia: 1955

### Oceanía
- Nueva Zelanda: 1893 (primer país del mundo en otorgar el sufragio universal)
- Australia: 1962 (previamente no otorgado a los aborígenes australianos a nivel federal)

### África
- Sudáfrica: 1994

### Europa
- Finlandia: 1906 (en las elecciones locales: 1917) (sufragio universal pleno).
- Noruega: 1913 (sufragio universal pleno).
- Dinamarca: 1915 (sufragio universal pleno).
- Islandia: 1915 (sufragio universal pleno).
- Rusia: 1917 (sufragio universal pleno).
- Austria: 1918 (sufragio universal pleno).
- República Checa: 1918 (sufragio universal pleno).
- Eslovaquia: 1918 (sufragio universal pleno).
- Estonia: 1918 (sufragio universal pleno).
- Hungría: 1918 (sufragio universal pleno).
- Alemania: 1871 (sufragio masculino); 1919 (sufragio universal pleno).
  - Revocado durante la Alemania nazi (1933-1945)
- Luxemburgo: 1919 (sufragio universal pleno)
- Países Bajos: 1919 (sufragio universal pleno)
- Polonia: 1919 (sufragio universal pleno)
- Suecia: 1921 (sufragio universal pleno)
- Irlanda: 1922 (sufragio universal pleno)
- Lituania: 1922 (sufragio universal pleno)
- Rumanía: 1923 (sufragio universal pleno)
- Reino Unido: 1928 (sufragio universal pleno)
- España: 1812 (sufragio masculino; se dio para elegir a los representantes de las diputaciones provinciales en la Constitución de Cádiz de 1812). El sufragio masculino, llamado en su momento «Sufragio universal» se reconoce en la Constitución de 1869 y queda definitivamente establecido en 1890; el sufragio universal se ejerce por primera vez en las Elecciones de 1933 (II República), siendo aprobado por mayoría el 1 de octubre de ese año. Posteriormente, con la imposición del régimen franquista (1939), el derecho a voto fue únicamente ejercido en contadas ocasiones por hombres y mujeres,[27] en los tres referéndums de 1947, de 1966 y de 1976, hasta las elecciones democráticas de 1977.[cita requerida]
- Francia: 1792 (sufragio masculino); 1944 (sufragio universal pleno)
  - Revocado durante la Restauración borbónica (1814-1815 y 1815-1830) y la Monarquía de Julio (1830-1848)
- Turquía: 1931
- Italia: 1945 (sufragio universal pleno)
- Bélgica: 1948 (sufragio universal pleno)
- Grecia: 1952 (sufragio universal pleno);1822 (sufragio masculino)
- Andorra: 1970 (sufragio universal pleno)
- Portugal: 1976 (sufragio universal pleno)
- Liechtenstein: 1984 (sufragio universal pleno)
- Suiza: 1990 (sufragio universal pleno) 1848 (sufragio masculino)